# Большой красный пёс Клиффорд (фильм, 2021)
«Большой красный пёс Клиффорд» (англ. Clifford the Big Red Dog) — американский комедийный фэнтезийный приключенческий семейный фильм режиссёра Уолта Беккера, основанный на детских книгах Нормана Бридвелла. Премьера фильма в США состоялась 10 ноября 2021 года, а в России — 9 декабря этого же года.

## Сюжет
Эмили Элизабет Ховард — ученица средней школы, живущая со своей матерью Мэгги в Нью-Йорке. Над Эмили регулярно издеваются одноклассники, и она находит утешение лишь в своём единственном друге Оуэне Ю. Однажды Эмили остаётся со своим бездомным и безответственным дядей Кейси, так как Мэгги уезжает в Чикаго в командировку.
Мистер Бридвелл, который заведует палаткой по спасению животных на карнавале, знакомит Эмили с маленьким рыжим щенком, чью семью похитили собачьи воры. Он говорит ей, что щенок вырастет в размерах в зависимости от того, сколько любви он получит. Кейси отказывается брать щенка, зная, что его сестра никогда этого не допустит и что собаки запрещены в её многоквартирном доме. Когда Эмили возвращается из школы в тот день, после очередного издевательства над ней, она обнаруживает, что щенок спрятался в её рюкзаке, и называет его Клиффордом. Эмили пытается убедить Кейси позволить ей оставить его, и он позволяет ей оставить Клиффорда только на одну ночь. Убитая горем Эмили со слезами на глазах желает, чтобы Клиффорд был большим и сильным, а её слёзы текут на его нос, когда он засыпает вместе с ним.
На следующий день Эмили просыпается и обнаруживает, что Клиффорд сильно увеличился в размерах. Кейси также узнаёт об этом, и они оба пытаются спрятать его от управляющего зданием, мистером Паккардом, когда он ремонтирует посудомоечную машину. Они отвозят пса к ветеринару, думая, что он, возможно, болен, и пытаются спрятать его от всех. Этот план терпит неудачу, поскольку собачьи инстинкты Клиффорда заставляют его преследовать и играть с человеком в надувном пузыре. Это привлекает большие толпы людей, и весть о его существовании быстро распространяется в интернете. Узнав от секретаря ветеринара о прошлых чудесах мистера Бридвелла в отношении животных и их владельцев, они планируют получить информацию о его местонахождении с компьютера в школе. Пока Эмили достаёт обед для Клиффорда из кафетерия, Клиффорд убегает из грузовика Кейси, в то время как один из хулиганов, Флоренс, сталкивается с Эмили и снова издевается над ней. Однако в этот раз Клиффорд входит в кафетерий и защищает девочку. После этого у Эмили наконец-то появляются друзья, которых она всегда хотела.
Зак Тиеран, владелец биотехнологической компании «Лифегро», обнаруживает Клиффорда в социальных сетях. Он лжёт полиции, что это его собака, и заставляет их искать Клиффорда. Эмили и Кейси оказываются выселены мистером Паккардом из-за Клиффорда. После этого им приходится скрываться от полиции и охранников Лифегро. Они находят убежище в роскошной квартире Оуэна. Затем Кейси заключает сделку с Эмили, что, если они найдут мистера Бридвелла и последуют его совету, он позволит ей оставить пса. Но если он не сможет помочь, его придётся отправить на корабле в Шанхай. Они мчатся в больницу только для того, чтобы найти пустую кровать Бридвелла и сидящего рядом пациента, который говорит, что мистер Бридвелл умер. Затем Клиффорда отправляют прочь на корабле, с организацией чего помогает отец Оуэна. Эмили со слезами на глазах прощается с другом.
На следующий день Клиффорд попадает в плен, и его отправляют в Лифегро. Эмили узнаёт, что мистер Бридвелл не умер, а информация, которую они получили в больнице, была ложной. Они пытаются спасти Клиффорда от операции в Лифегро, в чем им помогают друзья из их района. Они врываются в Лифегро и спасают Клиффорда, убегая вместе с ним на грузовике Кейси, после чего мчатся к мистеру Бридвеллу, преследуемые полицией и охранниками Лифегро. В конце концов они достигают мистера Бридвелла на карнавале в парке Манхэттен-Бридж.
Вокруг героев собирается большая толпа, когда Эмили отчаянно просит мистера Бридвелла помочь, и он говорит ей, что единственный способ решить её проблему — постоять за себя и за Клиффорда, и что отличаться от других — подарок. Затем Эмили обращается к толпе с вдохновляющей речью, объясняя всем, что любовь важнее всего, и им следует игнорировать свои различия. Однако Зак вмешивается и врёт полиции, что является владельцем пса, показывая идентификационный чип, который он имплантировал в пса. С помощью магии чип идентифицирует Эмили как законного владельца Клиффорда, и Зак оказывается арестован за мошенничество и кражу. Вся толпа пытается сфотографироваться с Клиффордом на праздновании, но затем Клиффорд видит ещё один гигантский шар и гонится за ним, а Кейси едет на его спине.
Мистер Паккард пускает Эмили, Кейси и её мать в их квартиру, Кейси устраивается на работу, а Клиффорда теперь все любят.

## В ролях
- Дэрби Кэмп — Эмили Ховард
- Джек Уайтхолл — Кейси Портер
- Сиенна Гиллори — Мэгги Ховард
- Тони Хейл — Зак Тиеран
- Джон Клиз — Мистер Бридвэлл
- Айзек Ванг — Оуэн Ю
- Дэвид Алан Грир — Мистер Паккард
- Расселл Вонг — Мистер Ю
- Пол Родригес — Алонсо
- Расселл Питерс — Малик
- Оратио Санс — Рауль
- Кит Юэлл — Мистер Джэрвис
- Беар Аллен Блейн — Миссис Джэрвис
- Това Фелдшух — Миссис Круллерман
- Тай Джонс — Уоткинс
- Шивон Фэллон — Петра
- Миа Ронн — Флоренс
- Кит Юэлл — Изабель
- Алекс Моффат — Альберт
- Рози Перес — Люсиль
- Рэймонд Нил Эрнандес — Колин
- Нил Хеллегерс — Стив
- Карен Линн Горни — Миссис Маккинли
- Барни Фицпатрик — Фрэдди
- Джексон Фрейзер — Сид

## Русский дубляж
Фильм дублирован на студии «SDI Media Russia» по заказу компании «Централ Партнершип» в 2021 году.
- Режиссёр дубляжа — Андрей Гриневич
- Переводчик — Ольга Дмитриева

### Роли дублировали
- Элиза Мартиросова — Эмили
- Александр Гаврилин — Кейси
- Алёна Созинова — Мэгги / Флоренс
- Андрей Гриневич — Мистер Паккард / Мистер Ю / Малик / Фрэдди
- Олег Куценко — Мистер Бридвэлл / Рауль
- Фёдор Парамонов — Оуэн / Сид
- Илья Хвостиков — Зак Тиеран / Колин
- Александр Носков — Алонсо / Уоткинс
- Сергей Пономарёв — Мистер Джэрвис / Стив
- Екатерина Семёнова — Миссис Джэрвис / Изабель / Люсиль
- Людмила Ильина — Миссис Круллерман / Петра / Миссис МакКинли
- Василиса Воронина — Колетт
- Глеб Глушенков — Альберт

## Производство
В мае 2012 года сообщалось, что Universal Pictures и Illumination Entertainment снимут фильм по мотивам книги. Мэтт Лопес был нанят для написания сценария, в то время как Крис Меледандри и Дебора Форте должны были продюсировать, но в июле 2013 года стало известно, что Illumination отменила проект.
13 сентября 2013 года стало известно, что фильм все ещё находится в разработке в Universal Pictures, а Дэвид Бауэрс ведёт переговоры о режиссуре фильма.
В 2016 году Paramount Pictures приобрела права на разработку гибридного фильма с живым актёрами и компьютерной анимацией.
25 сентября 2017 года стало известно, что Уолт Беккер был нанят для постановки сценария, переписанного Эллен Рапопорт, и оригинала, написанного Джастином Маленом, который будет продюсироваться Forte через её баннер Silvertongue Films.
20 июня 2019 года Paramount заключила сделку с Entertainment One о софинансировании фильма. По условиям сделки Entertainment One Films фильм будет распространяться в Канаде и Соединённом Королевстве, исключая права на телевизионную трансляцию в последней стране, в то время как Paramount будет распространять на всех других территориях, включая Соединённые Штаты.
25 декабря 2019 года произошла утечка фотографии из фильма, на которой была показана сгенерированная компьютером форма Клиффорда в декорациях живого действия.
В мае 2019 года Кэмп и Уайтхолл подписали контракт на главную роль в фильме.
В июне 2019 года к актёрскому составу присоединились Клиз, Гиллори, Ван, Грир, Рози Перес, Кит Юэлл, Беар Аллен-Блейн и Линн Коэн.
Основной съёмочный период начался 10 июня 2019 года в Нью-Йорке и закончен 23 августа 2019 года, после 55 дней съёмок.
Визуальные эффекты были сделаны Moving Picture Company.
18 ноября 2020 года было объявлено, что Джон Дебни напишет партитуру фильма. Песня «Room for You» в исполнении Мэдисон Бир была выпущена 5 ноября 2021 года. The song «Room for You» performed by Madison Beer, was released on November 5, 2021.
Фильм также посвящён Ричарду Робинсону, бывшему генеральному директору Scholastic, который умер 5 июня 2021 года.

## Выпуск
Фильм был одновременно выпущен в кинотеатрах в формате Dolby Cinema и транслировался на Paramount+ 10 ноября 2021 года в США. Первоначально мировая премьера фильма была запланирована на Международном кинофестивале в Торонто в сентябре 2021 года, после чего 17 сентября Paramount Pictures выпустила его в кинотеатрах, но фестивальная премьера была отменена, и студия исключила фильм из своего графика выпуска из-за COVID-19. Первоначально планировалось, что он выйдет 13 ноября 2020 года, но был отложен до 5 ноября 2021 года из-за пандемии COVID-19. До этого Universal Pictures первоначально запланировала показ ещё не вышедшего фильма на 8 апреля 2016 года, а затем перенесла его на 31 декабря 2016. Неожиданный необъявленный показ фильма состоялся 26 августа 2021 года во время мероприятия CinemaCon 2021 года в Лос-Анджелесе. Затем фильм был выпущен в Великобритании 10 декабря 2021 года компанией Entertainment One.

## Продолжение
В ноябре 2021 года компании Paramount Pictures и Entertainment One разрабатывают продолжение фильма.